# Wilkowo (powiat człuchowski)
Wilkowo – osada w Polsce położona w województwie pomorskim, w powiecie człuchowskim, w gminie Koczała.
W latach 1975–1998 miejscowość administracyjnie należała do województwa słupskiego.
Osada wchodzi w skład sołectwa Trzyniec.